# Альбомы-сюрпризы

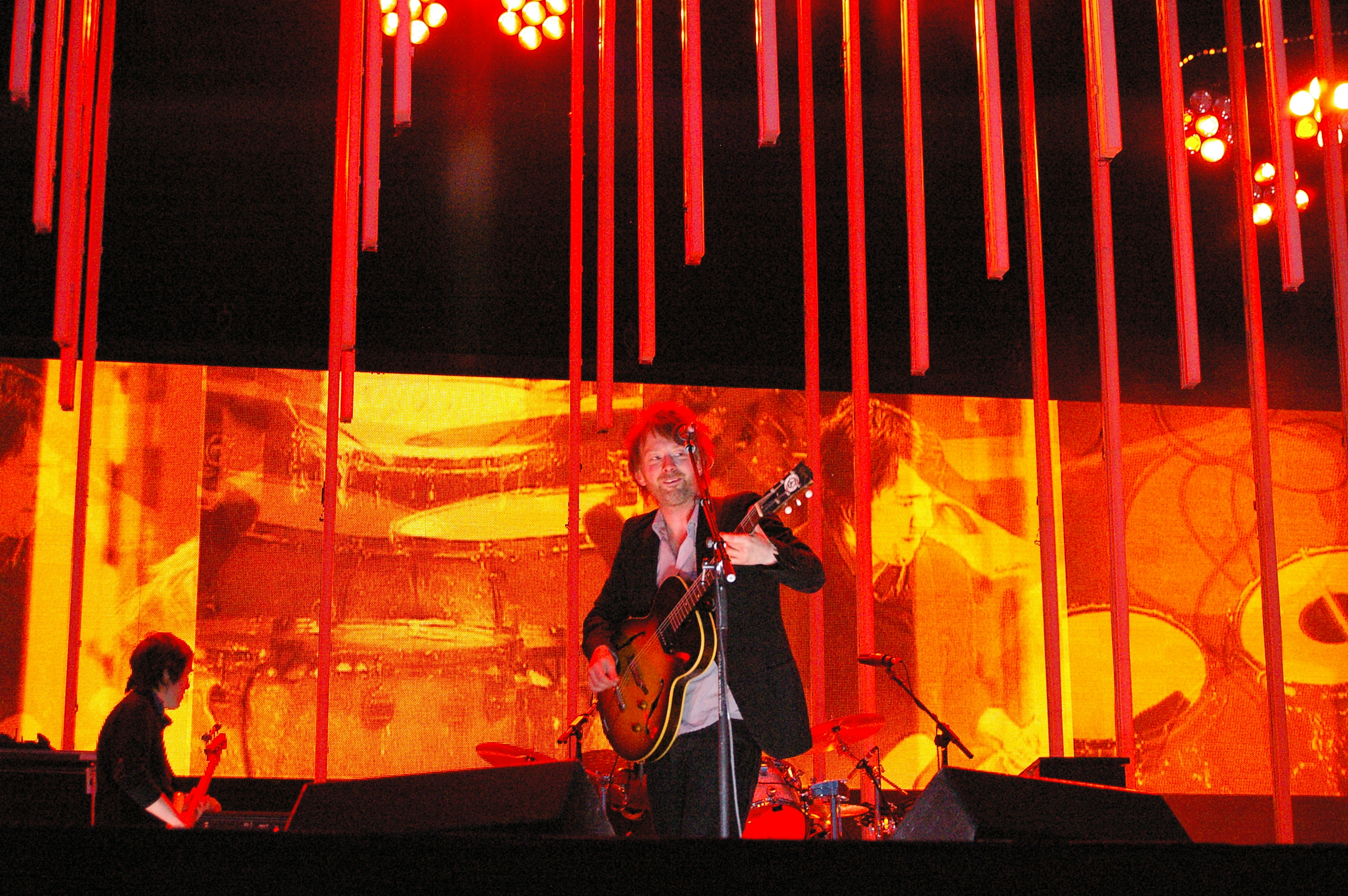
Группа Radiohead на концертном туре 2007 года в связи с выходом альбома-сюрприза In Rainbows

Альбом-сюрприз (неожиданный релиз) — это понятие музыкальной индустрии, которое относится к выпуску альбома без предварительного объявления, маркетинга или продвижения. Эта стратегия контрастирует с традиционными выпусками альбомов, которые обычно включают недели или месяцы рекламы в форме синглов, музыкальных видеоклипов, анонсов турне и предпродажных релизов альбомов. Часто выпуск альбома-сюрприза — это формальное объявление о его выпуске. Эта стратегия была разработана частично из-за того, что утечки альбомов через Интернет были широко распространены в 2000-х годах.

## История
Студийный альбом английской рок-группы Radiohead 2007 года In Rainbows часто называют первым альбомом-сюрпризом.
О выпуске было объявлено в блоге группы десятью днями ранее, что журнал DIY описывает как «довольно неожиданный шаг» того времени.
Вскоре после релиза басист Radiohead Колин Гринвуд заявил, что у группы было несколько мотивов для такого формата выпуска альбома, в том числе возросшая популярность Интернета как инструмента для поиска музыки, разочарование в традиционном формате выпуска и продвижения, свобода от звукозаписывающего лейбла, желание сделать что-то особенное и уникальное, а также заинтересованность в одновременной трансляции своей музыки непосредственно слушателям по всему миру.
Это также послужило противодействием утечкам из Интернета альбомов, которые стали распространенными в то время. In Rainbows также считается создателем модели плати сколько хочешь.
После прекращения бурных отношений с лейблом Interscope Records в 2007 году рок-группа Nine Inch Nails независимо выпустила альбомы Ghosts I–IV и The Slip в 2008 году. Оба были выпущены бесплатно (с возможностью приобретения более качественных цифровых или физических изданий) и оба были выпущены под лицензией Creative Commons, чтобы дать поклонникам возможность редактировать и ремикшировать новую музыку по своему желанию.
Менеджер Nine Inch Nails Джим Геринот сказал, что идея выпустить альбомы без предварительного уведомления заключалась в том, чтобы предотвратить утечку и контролировать маркетинг, заявив: «Поиск в Интернете достигает пика вокруг утечки, а не вокруг сингла или альбома. К тому времени, когда альбом альбом выйдет, все уже скачают его».
В 2011 году американские рэперы Jay-Z и Kanye West объявили ложные даты выхода своего совместного альбома Watch the Throne, отчасти пытаясь предотвратить утечку информации. Эта стратегия вдохновила певца Фрэнка Оушена неожиданно выпустить свой второй альбом Channel Orange за неделю до опубликованной даты его выпуска.
Реперу Jay-Z и американской певице Бейонсе часто приписывают популяризацию стратегии выпуска через несколько сольных и совместных релизов. Одноимённый альбом Бейонсе 2013 года Beyoncé стал следующим самым выдающимся сюрпризом после In Rainbows. Харли Браун из Vulture написал: «С тех пор, как одноимённый визуальный альбом Бейонсе появился как рождественское чудо в магазине iTunes в полночь четверга декабря 2013 года, правила относительно того, как надо выпускать релизы были переписаны буквально за ночь». Певица также адаптировала формат релиза для своего следующего альбома Lemonade в 2016 году. Jay-Z также неожиданно как сюрприз выпустил свой альбом 4:44 2017 года, а в следующем году эта супружеская пара сюрпризно выпустила совместный альбом Everything Is Love под именем The Carters.
Некоторые неожиданные альбомы-сюрпризы вызвали разногласия. В 2014 году ирландская рок-группа U2 в партнёрстве с Apple Inc. выпустила свой тринадцатый студийный альбом Songs of Innocence через магазин iTunes Store бесплатно для полумиллиарда человек. Альбом был автоматически добавлен в музыкальные библиотеки пользователей в iTunes, что для тех, у кого была включена автоматическая загрузка, приводило к загрузке альбома на электронные устройства без подсказки. Многие пользователи не хотели альбом, и через несколько месяцев после выпуска были разочарованы тем, что не смогли удалить альбом со своих устройств. Дэвид Сакллах из Consequence of Sound отметил, что «U2 и Apple заслуживают похвалы за амбициозное мышление, но они переоценили значимость группы для фанатов, и многие считали, что автоматическая загрузка представляет собой вторжение в частную жизнь».
В 2016 году американский R&B певец Фрэнк Оушен также неожиданно выпустил свой визуальный альбом Endless, завершивший его контракт с Def Jam, и быстро реализовал новый диск Blonde, несколькими днями позже независимо, оба в качестве эксклюзивов Apple Music. Уход Фрэнка Оушена из Def Jam поставил под сомнение неожиданные альбомы и эксклюзивные цифровые релизы. Анонимный сотрудник Def Jam тогда рассказал изданию «Buzzfeed»: «Мы считаем, что предоставление эксклюзивов отдельным потоковым платформам на длительные периоды времени нехорошо для исполнителя, это не хорошо для фанатов и ограничивает коммерческую возможность для всех участников». В 2019 году такие издания как Vulture и The Music Network опубликовали редакционные статьи, в которых ставился вопрос, достигает ли формат неожиданного выпуска альбома-сюрприза популярности и эффективности.
В 2020 году восьмой студийный альбом американской певицы Тейлор Свифт, Folklore, был выпущен с уведомлением менее чем за 24 часа, что очень удивило слушателей и музыкальную индустрию. Альбом был создан изолированно во время пандемии COVID-19 в условиях полной секретности; Republic Records, звукозаписывающий лейбл Свифт, был проинформирован о проекте всего за несколько часов до его запуска.
Согласно Элиасу Лейту из журнала Rolling Stone, ранее Свифт предпочитала традиционные циклы выпуска альбомов и её крупные релизы были «a rare holdout (редкостью)» среди крупных исполнителей. Благодаря неожиданному выпуску Folklore было признано, что «новый класс победителей стабильно выпускает музыку и быстро адаптируется, чтобы извлечь выгоду из этого, вместо того, чтобы пытаться двигаться по какому-либо регулярному, заранее установленному графику. Если раньше успех в музыкальной индустрии был связан с „мускулами“, теперь это больше зависит от скорости». Через пять месяцев после выхода Folklore, Свифт также неожиданно выпустила свой девятый студийный альбом, Evermore, который она назвала его «сестринским» проектом (Folklore’s «sister» project). Vulture заявил, что новость об очередном неожиданном альбоме Свифт «стала большим шоком», так как она была «самым выдающимся лоялистом индустрии по выпуску поп-альбомов», который превращает свои тщательно спланированные релизы в «искусство».

## Восприятие
Рэйчел Финн из DIY сказала, что, хотя альбомы-сюрпризы становятся слишком распространенным явлением, чтобы быть по-настоящему сюрпризами, «это дает артистам передышку, чтобы действительно оказать влияние и сохранить контроль над тем, как их музыка выпущена, предотвратив утечку информации об альбомах и исключив их альбом из предвыпускного пресс-цикла, чтобы музыка говорила сама за себя». Антрепренёр и писатель-фрилансер Кортни Хардинг написала в Medium статью, в которой говорится, что, хотя альбомы-сюрпризы дают артистам большую гибкость, эта стратегия обычно окупается только для известных музыкантов и может быть проблематичной, если альбом предназначен только для определённого потокового сервиса. Дэвид Сакллах из «Consequence of Sound» отметил, что, хотя многие крупные артисты пытались выпустить неожиданный релиз, немногие достигли или превзошли уровень азарта и экзальтации публики от неожиданного релиза, который был в случае с In Rainbows.
Линдси Золадз в своей статье в «The Ringer» выразила критику по поводу чрезмерного использования этого термина, который начал размывать его значение, поскольку музыкальные журналисты использовали понятие «альбом-сюрприз» для описания альбомов, о которых было объявлено ранее. Золадз заявил:
 «„Альбом-сюрприз“ стал настолько распространенным термином, что его значение становится все более расплывчатым с каждым проходящим твитом. (В прошлом месяце „Chicago Tribune“ даже использовала его для описания альбома Дрейка Views, диска, у которого не только заранее была объявлена дата выпуска, но и сам Дрейк постоянно сообщал последние два года). Но даже когда эта фраза используется более точно, она становится немного пустой; мы наблюдаем целый поток альбомов — даже что-то столь же давно обещанное, как Anti Рианны — это претендовать на этот модный термин „сюрприз“, но, как и Lemonade, дал нам много намеков на то, что они придут» 

## Альбомы-сюрпризы
Альбомы-сюрпризы в хронологическом порядке.
- Radiohead — In Rainbows (2007)[1][3][5]
- Nine Inch Nails — Ghosts I–IV и The Slip (2008)[7][8]
- Фрэнк Оушен — Channel Orange (2012)[3][9]
- Бейонсе — Beyoncé (2013)[5][9]
- U2 — Songs of Innocence (2014)[5][9]
- Дрейк — If You're Reading This It's Too Late (2015)[20][21]
- Майли Сайрус — Miley Cyrus & Her Dead Petz (2015)[22][23]
- Бейонсе — Lemonade (2016)[1][9]
- Эминем — Kamikaze (2018)[24][25][26]
- J. Cole — KOD (2018)
- Эминем — Music to Be Murdered By (2020)[27]
- Childish Gambino — Donald Glover Presents / 3.15.20 (2020)[28][29]
- Дрейк — Dark Lane Demo Tapes (2020)
- Тейлор Свифт — Folklore и Evermore (2020)[16][30][31][32]